# Werner Maihofer

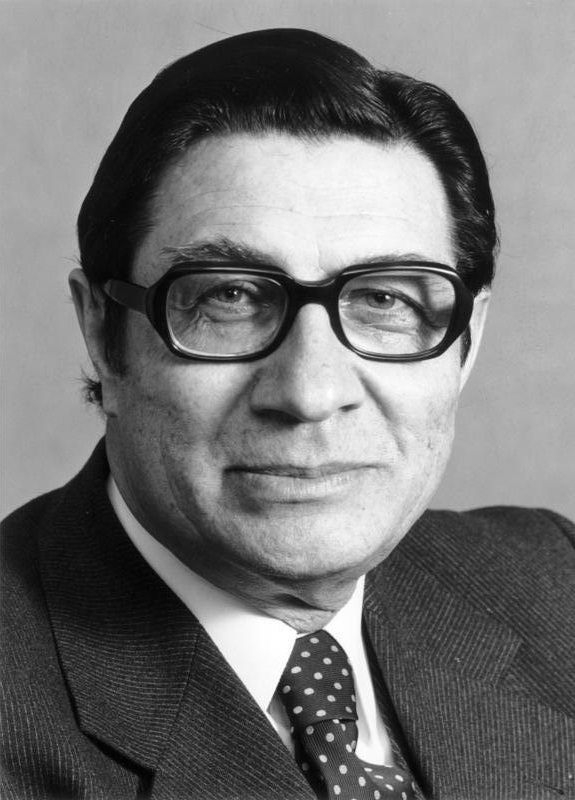
Werner Maihofer (1974)

Werner Maihofer (* 20. Oktober 1918 in Konstanz; † 6. Oktober 2009 in Bad Homburg vor der Höhe) war ein deutscher Rechtswissenschaftler, insbesondere auf den Gebieten des Strafrechts und der Rechtsphilosophie, sowie Politiker (FDP). Er war von 1972 bis 1974 Bundesminister für besondere Aufgaben und von 1974 bis 1978 Bundesminister des Innern.

## Leben
Werner Maihofer wurde als Sohn des Verwaltungsdirektors eines Konstanzer Klinikums geboren. Seine Schulausbildung durchlief er in Konstanz und wechselte hier von der Volksschule an die Konstanzer Graf Zeppelin-Oberrealschule. In seiner Jugend war Maihofer Eiskunstläufer, 1936 gehörte er dem olympischen Kader an. Nach dem Abitur an der damaligen Graf Zeppelin-Oberrealschule, dem heutigen Konstanzer Alexander-von-Humboldt-Gymnasium, leistete er 1937 seinen Reichsarbeits- und Wehrdienst ab und nahm dann bis 1945 als Soldat (zuletzt Oberleutnant) am Zweiten Weltkrieg teil.
Von 1946 bis 1950 absolvierte Werner Maihofer, ab 1948 gefördert von der Studienstiftung des deutschen Volkes, ein Studium der Rechtswissenschaft an der Universität Freiburg und wurde 1950 bei Adolf Schönke (Zweitreferent: Erik Wolf) in Freiburg i. Br. mit der Arbeit Der Handlungsbegriff im Verbrechenssystem zum Dr. jur. promoviert. 1953 habilitierte er sich mit der Schrift Recht und Sein bei Erik Wolf und Fritz von Hippel und wurde 1955 zum Professor in Saarbrücken berufen.

## Lehre
Von 1955 bis 1969 hatte Werner Maihofer als ordentlicher Professor den Lehrstuhl für Rechts- und Sozialphilosophie, Strafrecht und Strafprozessrecht an der Universität des Saarlandes in Saarbrücken inne. In dieser Zeit leitete er auch das Institut für Rechts- und Sozialphilosophie an der Universität. Er war mitbeteiligt an der Gründung des Arbeitskreises Alternativ-Entwurf, der Alternativen zu den bisherigen Schritten der Nachkriegsreform des Strafrechts für den Strafrechtsausschuss entwickelte. Daneben arbeitete er an einer Reform zum Hochschulgesetz als Initiativentwurf der FDP/DPS mit. Von 1967 bis 1969 amtierte er als Rektor der Universität des Saarlandes. 1970 nahm er den Ruf der Universität Bielefeld auf den Lehrstuhl für Strafrecht, Strafprozessrecht, Rechtssoziologie, Rechtstheorie, Rechts- und Sozialphilosophie an. Neben seinem Lehramt war er Direktor des Zentrums für Interdisziplinäre Forschung.
Nachdem er seine politischen Ämter niedergelegt hatte, kehrte Werner Maihofer im Oktober 1978 an den Lehrstuhl der Universität Bielefeld zurück. Von 1980 bis 1982 war er Präsident der Studienstiftung des deutschen Volkes, danach von 1982 bis 1988 Präsident des Europäischen Hochschulinstituts in San Domenico di Fiesole (bei Florenz, Italien). An der Universität Konstanz hatte er darüber hinaus eine Honorarprofessur inne. Er war zeitweilig Mitglied im Kuratorium der Wolf-Erich-Kellner-Gedächtnisstiftung. Von 1973 bis 1996 war er Mitglied, zeitweise stellvertretender Vorsitzender, des Kuratoriums der Friedrich-Naumann-Stiftung. Von 1971 bis 1981 war er im Auftrag der Stiftung als einer der Herausgeber der Zeitschrift liberal tätig.

## Politik
Seit 1969 war Maihofer Mitglied der FDP. Als Vorsitzender der FDP-Programmkommission ab 1970 war er einer der Autoren der Freiburger Thesen. Im Vorfeld des Kieler Bundesparteitags von 1977 führte er den Vorsitz in der Perspektivkommission, deren Leitung er an Gerhart Baum abgab. Von 1970 bis 1978 war er außerdem Mitglied im Präsidium der FDP. Maihofer war Mitglied der Programmkommission der FDP von 1994 bis 1996 und prägte die Wiesbadener Grundsätze von 1997, das fünfte Grundsatzprogramm der Partei. Unmittelbar nach der Bundestagswahl 1972 war Werner Maihofer Mitglied des Deutschen Bundestages.
Er wurde am 15. Dezember 1972 als Bundesminister für besondere Aufgaben in die von Bundeskanzler Willy Brandt geführte Bundesregierung berufen. Nach dem Rücktritt Brandts trat er am 16. Mai 1974 in die von Helmut Schmidt geleitete Bundesregierung als Bundesminister des Innern ein; der bisherige Innenminister Hans-Dietrich Genscher wechselte an die Spitze des Auswärtigen Amtes. Anfänglich war es nicht einfach für Werner Maihofer, aus dem Schatten seines Vorgängers herauszutreten. Doch auch nach der Bundestagswahl 1976 behielt er das Amt inne. Seine Amtszeit war überschattet von den Terroraktionen der Gruppe Rote Armee Fraktion  (RAF). Das betraf vor allem die Mordanschläge auf den Generalbundesanwalt Siegfried Buback (1920–1977) am 7. April 1977, den Bankier Jürgen Ponto (1923–1977) am 30. Juli 1977 und den Arbeitgeberpräsidenten Hanns Martin Schleyer (1915–1977) am 18. Oktober 1977. Darüber hinaus war er im Zuge der Fahndung nach den Mördern in die Lauschaffäre Traube und weitere illegale Aktivitäten des Bundesverfassungsschutzes verwickelt. Als diese Rechtswidrigkeiten in der Öffentlichkeit bekannt wurden, geriet er unter heftige Kritik und verlor außerdem den Rückhalt seiner Partei, da er diese Praktiken gebilligt hatte. Am 6. Juni 1978 trat er von seinem Ministeramt zurück. Dabei wies er auf seine Verantwortung für eine Fahndungspanne bei der Entführung von Hanns Martin Schleyer im so genannten Deutschen Herbst 1977 hin. Er kandidierte nicht wieder für den Bundestag. Während seiner Amtszeit als Minister gehörte er drei Kabinetten (Brandt II, Schmidt I und Schmidt II) an. Als Innenminister folgte ihm sein bisheriger Staatssekretär Gerhart Baum.

## Familie
Im Jahre 1942 heiratete er Margrit Schiele. Aus der Ehe gingen fünf Töchter hervor. Seine Tochter Andrea Maihofer war Professorin für Geschlechterforschung an der Universität Basel. In den letzten Lebensjahren wohnte er in Bad Homburg vor der Höhe und später in Überlingen am Bodensee. Er war Musikliebhaber und spielte Geige und Bratsche.
Am 6. Oktober 2009 verstarb Maihofer in Bad Homburg und wurde auf dem dortigen Waldfriedhof bestattet.

## Auszeichnungen
- 1968  Ehrendoktor der Universität Nancy
- 1975: Großes Bundesverdienstkreuz
- 1977: Großes Bundesverdienstkreuz mit Stern und Schulterband
- 1987: Ehrendoktorwürde (Doctor of Laws, LLD h.c.) der National University of Ireland[7]
- 1988: Großkreuz des Verdienstordens der Italienischen Republik
- 1989: Ehrensenator der Universität Bielefeld[8]
- 2009: Ehrendoktorwürde der Universität Bielefeld, Fakultät für Rechtswissenschaft (Verleihung posthum)[8]

## Veröffentlichungen (Auswahl)
- Der Handlungsbegriff im Verbrechenssystem. Mohr (Siebeck), Tübingen 1953.
- Recht und Sein, Klostermann, Frankfurt am Main 1954.
- Vom Sinn menschlicher Ordnung, Klostermann, Frankfurt am Main 1956.
- (Hrsg.): Naturrecht oder Rechtspositivismus, Wissenschaftliche Buchgesellschaft, Darmstadt 1962.
- Naturrecht als Existenzrecht, Klostermann, Frankfurt am Main 1963.
- Demokratie im Sozialismus. Recht und Staat im Denken des jungen Marx, Frankfurt am Main 1968.
- Rechtsstaat und menschliche Würde, Klostermann, Frankfurt am Main 1968.
- Ideologie und Recht, Klostermann, Frankfurt am Main 1969.
- (Hrsg.): Begriff und Wesen des Rechts, Wissenschaftliche Buchgesellschaft, Darmstadt 1971.
- Hrsg. mit Günther Jahr: Rechtstheorie. Beiträge zur Grundlagendiskussion, Klostermann, Frankfurt am Main 1971.
- (mit Karl-Hermann Flach und Walter Scheel): Die Freiburger Thesen der Liberalen. Rowohlt, Reinbek 1972, ISBN 3-499-11545-X.
- Liberales Selbstverständnis heute. In: Politik und Kultur. Heft 3/1976, S. 3 ff. ISSN 0340-5869.
- Hrsg. mit Dieter Grimm: Gesetzgebungstheorie und Rechtspolitik, Westdeutscher Verlag, Opladen 1988, ISBN 3-531-12012-3.
- Hrsg. mit Gerhard Sprenger: Praktische Vernunft und Theorien der Gerechtigkeit. Göttingen, 18. bis 24. August 1991, Steiner, Stuttgart 1992, ISBN 3-515-06085-5.